# Evil Empire
Evil Empire je drugi studijski album američkog rock sastava Rage Against the Machine, objavljen 16. travnja 1996. u izdanju izdavačke kuće Epic Records. Njegov se naslov odnosi na termin koji su ranih 1980-ih koristili predsjednik Ronald Reagan i mnogi američki konzervativci za opisivanje bivšeg Sovjetskog Saveza.
Evil Empire debitirao je na prvom mjestu američkog Billboard 200-a, a njihova pjesma "Tire Me" 1996. godine osvojila je nagradu Grammy za najbolju metal izvedbu; "Bulls on Parade" i "People of the Sun" također su nominirani za Grammyje za najbolju izvedbu hard rocka. Album je 24. svibnja 2000. godine certificirao Recording Industry Association of America. 

## Popis pjesama
1. "People of the Sun" – 2:30
2. "Bulls on Parade" – 3:51
3. "Vietnow" – 4:39
4. "Revolver" – 5:30
5. "Snakecharmer" – 3:56
6. "Tire Me" – 3:00
7. "Down Rodeo" – 5:20
8. "Without a Face" – 3:36
9. "Wind Below" – 5:50
10. "Roll Right" – 4:22
11. "Year of tha Boomerang" – 3:59

## Izvođači
- Zack de la Rocha – pjevač
- Tom Morello – gitara
- Tim Commerford – bas-gitara
- Brad Wilk – bubnjevi

## Top ljestvice

### Albuma
| Godina | Ljestvica               | Pozicija |
| ------ | ----------------------- | -------- |
| 1996.  | The Billboard 200       | #1       |
| 1996.  | UK Top Ljestvica Albuma | #4       |

### Singlova
| Godina | Singl               | Ljestvica          | Pozicija |
| ------ | ------------------- | ------------------ | -------- |
| 1996.  | "Bulls on Parade"   | Modern Rock Tracks | #11      |
| 1996.  | "Bulls on Parade"   | UK Top Ljestvica   | #8       |
| 1996.  | "People of the Sun" | UK Top Ljestvica   | #26      |

## Vanjske poveznice
- allmusic.com  Arhivirana inačica izvorne stranice od 13. listopada 2002. (Wayback Machine) - Evil Empire